# Gertrud Pfander
Gertrud Pfander (* 1. Mai 1874 in Basel; † 9. November 1898 in Davos) war eine Schweizer Schriftstellerin.

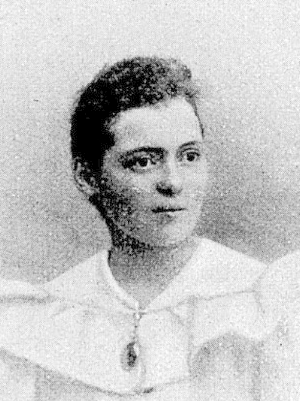
Gertrud Pfander

## Leben
Gertrud Pfander wurde als uneheliches Kind geboren und kam nach dem Tod der Mutter mit sechs Jahren als Waise nach Bern. Nachdem sie eine Handelsschule absolviert hatte, war sie als Erzieherin in England, Schottland und Belgien tätig. 1893 kehrte sie in die Schweiz zurück und arbeitete als Telefonistin in Bern. Ihre letzten Lebensjahre waren von einer Tuberkulose-Erkrankung überschattet, wegen der sie mehrere Jahre in Davoser Sanatorien verbringen musste.
Gertrud Pfander hinterliess ein schmales lyrisches Werk. Herausgegeben wurde es vom Dichter, Herausgeber und Verleger Karl Henckell. Ihre in konventioneller Reimform gehaltenen Gedichte haben meist die unglücklichen Liebesbeziehungen der Autorin zum Thema.
Sie wurde am 11. November 1898 auf dem Friedhof von Davos beigesetzt.

## Werke
- Passifloren, Zürich [u. a.] 1896
- Helldunkel, Bern 1908